# Aphanostola atripalpis
Aphanostola atripalpis är en fjärilsart som beskrevs av Edward Meyrick 1931. Aphanostola atripalpis ingår i släktet Aphanostola och familjen stävmalar. Inga underarter finns listade i Catalogue of Life.